# Kim Tae-yun
Kim Tae-yun (김태윤?; Seul, 28 settembre 1994) è un pattinatore di velocità su ghiaccio sudcoreano.

## Palmarès

### Olimpiadi
- 1 medaglia:
  - 1 bronzo (1000 metri a Pyeongchang 2018).

### Mondiali distanza singola
- 1 medaglia:
  - 1 argento (sprint a squadre a Inzell 2019).